# Sistema morfoclimàtic
Els sistemes morfoclimàtics són associacions entre climes i tipologies del relleu. Els tipus de clima depenen de factors com ara la latitud, l'altitud, l'abundància i la distribució de les precipitacions o el règim de les temperatures. L'agent geològic que actua com principal modelador del relleu és l'aigua.

## El sistema morfoclimàtic de les latituds mitjanes
El sistema morfoclimàtic temperat es troba en regions de latitud mitjana (a excepció de les ocupades per deserts) compreses entre els paral·lels 20º i 60º. Es tracta de mesurar densament poblats i, per tant, molt humanitzats. És, per tant, un sistema molt afectat pels impactes ambientals derivats de les activitats humanes.
Aquest sistema es caracteritza per presentar un relleu molt variat, que depèn de condicions locals, com la vegetació, topografia i el clima. Dins del clima temperat que condiciona aquest domini es distingeixen els climes oceànics, continental sec, continental humit i mediterrani.
El sistema temperat constitueix el trànsit entre zones fredes i intertropicals del planeta.

## Processos i agents externs
Els processos i agents externs que intervenen en el modelat són els processos fluviotorrencials i els fenòmens de vessant.
Els processos fluviotorrencials tenen especial rellevància, car és l'agent més actiu en aquest sistema d'aigua. Els rius, els torrents i les aigües salvatges i de rierol modelen el paisatge. Apareixen modelats càrstics a les zones on són abundants les pedres calcàries.
Entre els fenòmens de vessant, tenen importància la reptació i les esllavissades, els lliscaments i les allaus.
Les formes erosives i de dipòsit característiques corresponen a l'acció dels processos fluviotorrencials i als fenòmens de vessant. Es poden trobar en valls en V, goles, meandres, deltes, estuaris, terrasses, planes, etc.
En els terrenys on abunden les roques calcàries apareixen formes endocàrstiques (galeries, coves, cavernes, espeleotemes, etc.) i exokàrstiques (dunes, paisatges runiformes, etc.).

## Alguns fenòmens de vessant
Els lliscaments són propis de zones de muntanya humida. Són un descens massiu i ràpid, a vegades de caràcter catastròfic, de materials, al llarg d'una pendent. El material es mou com una massa única i el desplaçament s'efectua al llarg d'una superfície de lliscament, que facilita l'acció de la gravetat. Les superfícies de lliscament solen ser capes fangoses, per la seva capacitat per retenir l'aigua.
Els lliscaments afecten tant a terres poc compactes com a roques compactes, si en elles es troba una discontinuïtat que funcioni com superfície de lliscament. A la roca ha d'existir una fissura que en alterar-se i humitejar-se el pla en el que es troba, permeti el lliscament de la part superior de la roca, al llarg del pendent per gravetat.
Els despreniments són caigudes de fragments de material més o menys grans des d'un talús. Els fragments se separen del conjunt rocós per diversos plans de trencament, i es van acumulant al peu del talús.
Els plans de trencament coincideixen, generalment, escletxes a les roques, plans d'estratificació, etc. La fractura del material es produeix pels efectes de la meteorització. Es tracta de processos físics com les diferències de temperatura entre el dia i la nit, que causen la dilatació i la contracció de les roques; i també la gelifracció, en actuar el gel com un tascó que amplia les escletxes. Un cop fracturat el material, el seu desplaçament cap a cotes més baixes es deu simplement a l'acció de la força de la gravetat.

## Formes típiques del relleu en les zones temperades
- Les tarteres són acumulacions de roques degudes a la meteorització mecànica.[4]
- Les glaceres només apareixen en les muntanyes més altes.
- En algunes zones muntanyoses hi ha valls amb forma de "U" originats pel modelat glaciar, degut a glaceres que ja no existeixen.
- L'aportació de materials arrossegats pel riu crea, en el seu curs mitjà, extenses planes molt fèrtils.
- En zones on abunden les pedres calcàries pot aparèixer el modelat càrstic.
- Els rius són els principals modeladors del paisatge en les zones temperades i poden formar valls fluvials.
- L'acció humana és molt important, ja que aquestes zones són les més poblades del món.